# Pierre Vandame
Pierre Vandame (1913.) je bivši francuski hokejaš na travi.
Na hokejaškom turniru na Olimpijskim igrama 1948. u Londonu je igrao za Francusku, koja je ispala u 1. krugu. Francuska je osvojila 4. mjesto u skupini "C". Na završnoj ljestvici je dijelila 5. – 13. mjesto.

## Vanjske poveznice
- Profil na Sports Reference.com  Arhivirana inačica izvorne stranice od 28. siječnja 2012. (Wayback Machine)